# Dave Filoni
Dave Filoni (7 de juny de 1974) és un director d'animació, actor de doblatge, guionista de televisió, productor, director, i animador estatunidenc. Se'l coneix principalment pel seu treball a Avatar: The Last Airbender, a Star Wars: The Clone Wars i a The Mandalorian. És també el creador i el productor executiu de les quatre temporades de Star Wars Rebels, i en les dues primeres temporades i l'última va ser el director supervisor. Justin Ridge el va substituir temporalment com a director supervisor el 2016 quan Filoni va acceptar l'ascens per a supervisar tots els projectes de Lucasfilm Animation. Filoni també està acreditat com un dels creadors de la sèrie per a web, Star Wars Forces of Destiny i com el creador de la sèrie d'animació de 2018, Star Wars Resistance.

## Filmografia
| Any          | Pel·lícula                   | Acreditat com | Acreditat com | Acreditat com      | Acreditat com                | Acreditat com     | Paper                                                                  | Notes                                                                                  |
| Any          | Pel·lícula                   | Director      | Guionista     | Productor executiu | Art / Departament d'animació | Actor de doblatge | Paper                                                                  | Notes                                                                                  |
| ------------ | ---------------------------- | ------------- | ------------- | ------------------ | ---------------------------- | ----------------- | ---------------------------------------------------------------------- | -------------------------------------------------------------------------------------- |
| 1997–1999    | King of the Hill             | No            | No            | No                 | Sí                           | (noruec)          |                                                                        | artista dels esbossos del personatges artista del guió il·lustrat ajudant del director |
| 1999         | Mission Hill                 | No            | No            | No                 | Sí                           | No                |                                                                        | artista del guió il·lustrat ajudant del director                                       |
| 2001         | The Oblongs                  | No            | No            | No                 | Sí                           | No                |                                                                        | noves preses ajudant del director                                                      |
| 2002         | Teamo Supremo                | No            | No            | No                 | Sí                           | No                |                                                                        | artista del guió il·lustrat                                                            |
| 2003         | Kim Possible                 | No            | No            | No                 | Sí                           | No                |                                                                        | artista del guió il·lustrat                                                            |
| 2005         | American Dragon: Jake Long   | No            | No            | No                 | Sí                           | No                |                                                                        | artista del guió il·lustrat                                                            |
| 2005         | The WIN Awards               | No            | No            | No                 | Sí                           | No                |                                                                        | director d'animació                                                                    |
| 2005         | Avatar: The Last Airbender   | Sí            | No            | No                 | Sí                           | No                |                                                                        | artista del guió il·lustrat dissenyador de personatges                                 |
| 2008         | Star Wars: The Clone Wars    | Sí            | No            | No                 | Sí                           | No                |                                                                        | artista de desenvolupament                                                             |
| 2008–present | Star Wars: The Clone Wars    | Sí            | Sí            | No                 | No                           | Sí                | Embo (temporades 2–5), Jakoli (temporada 4), Spots Podal (temporada 5) | director supervisor diàleg addicional                                                  |
| 2014–2018    | Star Wars Rebels             | Sí            | Sí            | Sí                 | Sí                           | Sí                | Chopper, Tripulant Rebel, Stormtrooper                                 | creador director supervisor artista del guió il·lustrat                                |
| 2015         | Star Wars: The Force Awakens | No            | No            | No                 | Sí                           | Sí                | Vilatà d'un campament de Jakku fent cridadissa                         | cameo de veu artista conceptual                                                        |
| 2016         | Rogue One: A Star Wars Story | No            | No            | No                 | No                           | Sí                | Chopper                                                                | cameo                                                                                  |
| 2017–2018    | Star Wars Forces of Destiny  | No            | No            | Sí                 | Sí                           | Sí                | Chopper, Stormtrooper                                                  | co-creador artista del guió il·lustrat                                                 |
| 2018         | Lego Star Wars: All-Stars    | No            | No            | No                 | No                           | Sí                | Chopper                                                                |                                                                                        |
| 2018–2019    | Star Wars Resistance         | ???           | Sí            | Sí                 | ???                          | Sí                | Bo Keevil, kowakians                                                   | creador desenvolupador                                                                 |
| 2019         | The Mandalorian              | Sí            | No            | Sí                 | No                           | ???               | Trapper Wolf                                                           |                                                                                        |

| Títol                      | Episodi(s) |
| -------------------------- | --- |
| Avatar: The Last Airbender | "Pilot", "The Boy in the Iceberg", "The Avatar Returns", "Imprisoned", "Jet", "The Blue Spirit", "The Fortuneteller", "The Northern Air Temple", "The Siege of the North, Part 2"                                                    |
| Star Wars: The Clone Wars  | "Rising Malevolence", "Cloak of Darkness", "Lethal Trackdown", "Clone Cadets", "Padawan Lost", "Wookiee Hunt", "A Friend in Need", "A War on Two Fronts", "The Wrong Jedi"                                                           |
| Star Wars Rebels           | "Path of the Jedi", "Fire Across the Galaxy", "The Lost Commanders", "Wings of the Master", "Twilight of the Apprentice", "Twin Suns", "Wolves and a Door", "A World Between Worlds", "A Fool's Hope", "Family Reunion and Farewell" |
| The Mandalorian            | #1.1, #1.5 |